# Canja
La Canja es un caldo muy típico de la cocina de Portugal que como principales ingredientes posee arroz y carne de gallina. Por influencia portuguesa, la canja es también consumida en Brasil y otros países de habla portuguesa. 
La canja es originaria de China, donde se llama congee y es además consumida en muchos países asiáticos.
Es interesante que el congee chino, o asiático en general, pueda tomar muchos ingredientes diferentes e incluso a menudo se toma para el desayuno. Sin embargo, la variante más tradicional es precisamente el congee de pollo, que es casi idéntico a la sopa portuguesa, y que se utiliza en el período de recuperación de la enfermedad. En el congee más común, el arroz se cocina durante horas hasta que se disuelve por completo en el agua de cocción, lo que da como resultado una papilla. Pero hay muchas variantes regionales que se distinguen no solo por la consistencia más o menos firme del arroz, sino también por la cantidad de agua que llevan, que puede ser sopa líquida o papilla espesa, y por los demás ingredientes que se agregan al arroz.
Es muy probable que la sopa fuera traída de China por los portugueses, precisamente por sus propiedades reconfortantes y medicinales. Otra versión, de García da Orta, apunta a su origen en la India, en la costa de Malabar, puerto de Calicut, donde desembarcó Vasco da Gama en 1492. Se llamaba kenji (o kenge) palabra malayalam para un caldo caliente y salado, a lo que los portugueses agregaron el pollo. Un ejemplo de esta propagación es la llamada sopa de Goa. Otro ejemplo es la receta brasileña en la que el pollo se cuece primero con cebolla, ajo, apio y tomate, antes de cocinarse con zanahoria, perejil, cebollino y sal; después de que todo está cocido se agrega el arroz y se deja cocinar.

## Receta tradicional portuguesa
La receta tradicional de la sopa de pollo incluye cocinar el pollo, a menudo entero, solo con sal, cebolla o, como máximo, un trozo de chorizo o jamón. Cuando el   pollo está cocido, se retira del caldo, que en ocasiones se cuela y donde se cuece el arroz; una vez cocido, se añade el pollo ya cocido o la gallina y, si la gallina utilizada no tiene huevos todavía formandose en los ovarios, se pueden agregar huevos cocidos picados.